# Innovationspreis des Landes Baden-Württemberg
Der Innovationspreis des Landes Baden-Württemberg – Dr.-Rudolf-Eberle-Preis wird seit 1985 alljährlich vergeben an in Baden-Württemberg ansässige kleinere und mittlere Unternehmen aus Industrie, Handwerk sowie technologischer Dienstleistung für beispielhafte Leistungen bei der Entwicklung neuer Produkte, Verfahren und technologischer Dienstleistungen oder bei der Anwendung moderner Technologien in Produkten, Produktion oder Dienstleistungen.

## Geschichte
Auf Vorschlag des Ministers für Wirtschaft, Mittelstand und Technologie, Rudolf Eberle, beschloss die Landesregierung am 22. Oktober 1984 die Vergabe eines Innovationspreises für kleine und mittlere Unternehmen. Mit der Bezeichnung „Innovationspreis des Landes Baden-Württemberg – Dr.-Rudolf-Eberle-Preis -“ wird an die Verdienste, die er sich als Wirtschaftsminister insbesondere um den Mittelstand erworben hat, erinnert.
Es werden Preisgelder von insgesamt 50.000 Euro sowie Urkunden vergeben. Daneben vergibt die MBG Mittelständische Beteiligungsgesellschaft Baden-Württemberg GmbH regelmäßig einen Sonderpreis im Rahmen des Landeswettbewerbs in Höhe von 7.500 Euro, der sich gezielt an junge Unternehmen richtet.
Das Ministerium für Finanzen und Wirtschaft Baden-Württemberg hat das Regierungspräsidium Stuttgart mit der organisatorischen Durchführung beauftragt.
Über die Vergabe des Preises entscheidet ein Preiskomitee. Es bewertet den Wettbewerbsbeitrag nach folgenden Kriterien:
- Technischer Fortschritt
- Besondere unternehmerische Leistung
- Wirtschaftlicher Erfolg

Die Bewerbung muss alle drei Kriterien erfüllen.
Der Landesminister für Finanzen und Wirtschaft gibt die Preisträger bekannt und verleiht die Preise in einer öffentlichen Veranstaltung.

## Preisträger
| Jahr | Preisträger                                                                      | Innovation |
| ---- | -------------------------------------------------------------------------------- | --- |
| 2024 | epiray GmbH                                                                      | Next-generation Thermal Laser Epitaxy (TLE) zur Abscheidung hochreiner Dünnschichten                                      |
| 2024 | VauQuadrat GmbH                                                                  | Hersteller von Tiefeninduktionsgeräten                                                                                    |
| 2024 | Hellstern medical GmbH                                                           | intelligente Exoskelette für Chirurgen                                                                                    |
| 2024 | AITAD GmbH                                                                       | dezentrale Embedded-KI (Künstliche Intelligenz) in der Sensorik                                                           |
| 2020 | ASCon Systems GmbH                                                               | Echtzeit-Verhaltensmodell zur Synchronisation von Produktentwicklung, Planung und Produktion                              |
| 2020 | KOLIBRI Metals GmbH                                                              | 3D-Druckverfahren für extrem harte Stähle                                                                                 |
| 2020 | Stecher Automation GmbH                                                          | Matrix-Zelle |
| 2020 | JULTEC GmbH                                                                      | Rückwandler für den SAT-TV-Empfang über Glasfaser                                                                         |
| 2020 | FORCAM GmbH                                                                      | IIoT-Plattform |
| 2019 | Bohnert-Technik GmbH                                                             | Walzenpresse zur Trocknung von Sägeresthölzern                                                                            |
| 2019 | Wellenzahl Radar- und Sensortechnik GmbH & Co. KG                                | Radarsensorik für präzise Messungen                                                                                       |
| 2019 | Signatope GmbH                                                                   | Testverfahren für die Protein-Analytik                                                                                    |
| 2019 | GUTEX Holzfaserplattenwerk H. Henselmann GmbH & Co. KG                           | Brandsichere Holzfaserdämmplatte                                                                                          |
| 2018 | Rosswag GmbH                                                                     | Hybride Schmiede- / 3D-Druck-Bauteile                                                                                     |
| 2018 | Swabian Instruments GmbH                                                         | Schnelle digitale Signalerfassung                                                                                         |
| 2018 | Dr.-Ing. Max Schlötter GmbH & Co. KGH                                            | Ressourcenschonende Zink-Nickel-Abscheidung                                                                               |
| 2017 | cytena GmbH                                                                      | Einzelzelldrucker |
| 2017 | LTG Aktiengesellschaft                                                           | Dezentrale atmende Fassadenlüftungsgeräte                                                                                 |
| 2017 | Ovesco Endoscopy AG                                                              | Schonende Gewebeentnahme aus dem Darm                                                                                     |
| 2017 | ProKASRO Mechatronik GmbH                                                        | Kanalsanierungssystem |
| 2016 | Pinion GmbH                                                                      | Schaltgetriebe für Fahrräder                                                                                              |
| 2016 | VINCENT Systems GmbH                                                             | Bionische Handprothese |
| 2016 | Weckenmann Anlagentechnik GmbH & Co. KG                                          | Mobile Produktion von Betonfertigteilen                                                                                   |
| 2015 | SCHNIER Elektrostatik GmbH                                                       | Elektronischer Hochspannungs-Entlader                                                                                     |
| 2015 | findbox GmbH                                                                     | Objekterkennungs- und Anzeigesystem für Verkaufsregale                                                                    |
| 2015 | PTZ Weidner                                                                      | Horizontales Trennverfahren für Ringe                                                                                     |
| 2015 | G. Lufft Mess- und Regeltechnik GmbH                                             | Mobiler Straßensensor |
| 2014 | Knecht Maschinenbau GmbH                                                         | Schleifautomat für Handmesser                                                                                             |
| 2014 | FutureE Fuel Cell Solutions GmbH                                                 | Brennstoffzellen-Systeme zur Stromversorgung                                                                              |
| 2014 | Polytec GmbH                                                                     | 3D-Bewegungsmessung an Mikrosystemen                                                                                      |
| 2014 | IOLITEC Ionic Liquids Technologies GmbH                                          | Ionische Flüssigkeiten |
| 2014 | Syylex AG                                                                        | Digitale Langzeitarchivierung auf Glas                                                                                    |
| 2014 | ameria GmbH                                                                      | Digitales interaktives Schaufenster                                                                                       |
| 2014 | HB Technologies AG                                                               | Vollautomatische Peptidsynthese                                                                                           |
| 2013 | Compositence GmbH                                                                | 3D-Faserdirektablage für Verbundbauteile                                                                                  |
| 2013 | comemso GmbH                                                                     | Batteriezellen-Simulator                                                                                                  |
| 2013 | Rentschler Reven GmbH                                                            | Abscheideprofil für Luftreinigung                                                                                         |
| 2013 | Askea Feinmechanik GmbH                                                          | Zellkulturreaktor |
| 2012 | Neher Systeme GmbH & Co. KG                                                      | Insektenschutzgewebe |
| 2012 | AWS Group AG                                                                     | Verfahren zur Luftbehandlung                                                                                              |
| 2012 | Schmidt & Heinzmann GmbH & Co. KG                                                | Hochleistungs-Faserschneidesystem                                                                                         |
| 2012 | Ortwein GmbH                                                                     | Klebstoff als Dübelersatz                                                                                                 |
| 2011 | LICOS Trucktec GmbH                                                              | Wasserpumpenkupplung |
| 2011 | inomed Medizintechnik GmbH                                                       | Portables Gerät zur Tiefenhirnstimulation                                                                                 |
| 2011 | Carl Meiser GmbH & Co. KG                                                        | Partielle, lösemittelfreie Klebstoffbeschichtung auf Textilien                                                            |
| 2011 | MTS Gesellschaft für Maschinen- und Sonderbauten mbH                             | Hochfrequenz-Anbauverdichter mit Wechseladapter                                                                           |
| 2011 | Meißner GmbH Toranlagen                                                          | Kindersicheres Tiefgaragentor                                                                                             |
| 2010 | Otto Graf GmbH Kunststofferzeugnisse                                             | Regenwasser-Großbehälter                                                                                                  |
| 2010 | Walter Dreizler GmbH Wärmetechnik                                                | Modulares Mehrstoff-Brennersystem mit Hohlflamme                                                                          |
| 2010 | 2E mechatronic GmbH & Co. KG                                                     | Fluidischer, kapazitiver 360° Neigungssensor                                                                              |
| 2010 | ISIMAT GmbH Siebdruckmaschine                                                    | Flexodruck mit dynamisch positionierbarer Klischeewalze                                                                   |
| 2010 | BOKELA Ingenieurgesellschaft für Mechanische Verfahrenstechnik mbH               | Hochdruck PTA-Einstufenfilter                                                                                             |
| 2009 | JOTEC GmbH                                                                       | Hybrid Stentgraft System                                                                                                  |
| 2009 | Strasser GmbH                                                                    | MecLock Mechanische Schutzsysteme                                                                                         |
| 2009 | OptoSurf GmbH                                                                    | Streulichtsensor für Rauheits- und Formmessung                                                                            |
| 2009 | Heinz Kurz GmbH Medizintechnik                                                   | Implantat-System für die Mittelohrchirurgie                                                                               |
| 2009 | SCHNIER Elektrostatik GmbH                                                       | Handcoulombmeter |
| 2008 | Robert Seuffer GmbH & Co. KG                                                     | 3D-Magnetfeldsensor |
| 2008 | Transporeon GmbH                                                                 | Internetbasierte Logistikplattform                                                                                        |
| 2008 | ESE GmbH                                                                         | Miniaturisierte Fluoreszenzmessgeräte                                                                                     |
| 2008 | MV Marketing und Vertriebs-GmbH & Co. KG Wieländer + Schill                      | Materialerkennung beim Punktschweißen                                                                                     |
| 2007 | HERZOG INTERTEC GmbH                                                             | Partiallagerwelle |
| 2007 | Technisches F & E-Zentrum für Oberflächenveredelung und Hochleistungswerkzeugbau | Werkzeugbeschichtung mit elastischen Hartstoffen                                                                          |
| 2007 | CureVac GmbH                                                                     | Impfstoffe auf RNA-Basis                                                                                                  |
| 2007 | Gründler GmbH                                                                    | Medizinischer Atemgasbefeuchter                                                                                           |
| 2007 | SONOTRONIC Nagel GmbH                                                            | Ultraschallreaktor zur Behandlung von Biofeststoffen                                                                      |
| 2006 | Schnell Zündstrahlmotoren AG & Co. KG                                            | Elektronische Einspritztechnik für Biogas-Zündstrahlmotoren                                                               |
| 2006 | EWS Werkzeugfabrik Weigele GmbH & Co. KG                                         | Modulares Schnellwechselsystem für Werkzeugaufnahmen                                                                      |
| 2006 | HGV Vosseler GmbH & Co. KG                                                       | 3D-InLine-Messtechnik |
| 2006 | Matrix GmbH                                                                      | Formspannsystem mit punktueller Teileabformung                                                                            |
| 2005 | HPI Härle Produktentwicklung                                                     | Schallabsorptions- und Hitzeschild aus Poroblech                                                                          |
| 2005 | CEOS Corrected Electron Optical Systems GmbH                                     | Korrektor für höchstauflösende Elektronenmikroskope                                                                       |
| 2005 | Lipp GmbH Anlagenbau und Umwelttechnik                                           | Duplex-Werkstoff für Behälter und Tanks                                                                                   |
| 2005 | Revolux GmbH                                                                     | Elektronisches Vorschaltgerät zur Nachrüstung von Leuchtstofflampen                                                       |
| 2005 | team2work GbR                                                                    | Telearbeit – Sicherer, mobiler EDV-Fernzugriff                                                                            |
| 2004 | Puren Schaumstoff GmbH                                                           | Flächenlautsprecher auf Polyurethan-Basis                                                                                 |
| 2004 | Laing Holding GmbH                                                               | Umwälzpumpe zur Wasserkühlung von Computersystemen                                                                        |
| 2004 | SMP GmbH Prüfen Validieren Forschen                                              | Reinigungsuntersuchungen von chirurgischen Instrumenten mit der Radionuklidmethode                                        |
| 2004 | BEMO SYSTEMS GmbH & Co. KG                                                       | Stehfalzprofil zur Realisierung komplizierter Dachgeometrien                                                              |
| 2004 | Manz Automation AG                                                               | Automatisiertes Handlingsystem für Silizium-Solarzellen                                                                   |
| 2004 | Ortwein Sanitär Original Heizung GmbH                                            | Bohrlochlose Befestigungstechnik                                                                                          |
| 2003 | Dipl.-Ing. Laempe GmbH                                                           | Verfahren zur Herstellung von anorganischen Kernen und Formen                                                             |
| 2003 | ARANEA                                                                           | Recycling aluminiumhaltiger Abwässer                                                                                      |
| 2003 | LUBRIX GmbH                                                                      | Minimalmengenschmiersystem mit geregelter Aerosolerzeugung                                                                |
| 2003 | ISIS optronics GmbH                                                              | Optischer Scanner zur verletzungsfreien Diagnose in der Haut                                                              |
| 2003 | NanoCraft                                                                        | Chemische Spitzen zur chemischen Kraftmikroskopie                                                                         |
| 2002 | Verax Ventilatoren GmbH                                                          | Geräuscharmer PC-Ventilator                                                                                               |
| 2002 | Mafell AG                                                                        | Mobiles Plattensägesystem                                                                                                 |
| 2002 | Franz Kessler GmbH                                                               | Fräs-Spindel mit Synchronmotor                                                                                            |
| 2002 | Hermann Winker GmbH & Co. KG                                                     | Neues Ganzstahl-Sicherungsmuttern-System                                                                                  |
| 2002 | Hobe GmbH                                                                        | Werkzeugsystem zur Bearbeitung von Mikroteilen                                                                            |
| 2002 | J. Dittrich Elektronic GmbH & Co. KG                                             | Fehlersichere Sauerstoffsonde                                                                                             |
| 2001 | Härle Produktentwicklung                                                         | Härle-LSI-Abgaskrümmer |
| 2001 | Maschinenfabrik Gehring GmbH & Co.                                               | Bearbeitungsmaschine zur Laserstrukturierung von Kolbenlaufbahnen                                                         |
| 2001 | Sieghard Schiller GmbH & Co. KG                                                  | Dosiersystem zur Herstellung von Chipmodulen                                                                              |
| 2001 | GEMÜ Gebr. Müller Apparatebau GmbH & Co. KG                                      | Hochreine Prozessventile für Anlagen zur Herstellung von Computerchips                                                    |
| 2001 | SensoPart Industriesensorik GmbH                                                 | Weisslicht-Farbsensor FT 50C                                                                                              |
| 2001 | Maucher AG Flüssigmetalldosierpumpen                                             | Tauchpumpe aus keramischem Werkstoff zum Dosieren und Fördern von Aluminium- und Magnesiumschmelzen                       |
| 2000 | Pyramid Computer GmbH                                                            | Internet-Telematik Server                                                                                                 |
| 2000 | TWI Technisch-Wissenschaftliche Industrieberatung GmbH                           | Automatische Pressekommissionierung und Sendungsverfolgung                                                                |
| 2000 | strawa Wärmetechnische Produkte GmbH                                             | Edelstahlverteiler |
| 2000 | HYPROSTATIK Schönfeld GmbH                                                       | Hydrostatische Nockenschleifspindel                                                                                       |
| 2000 | KORROTECH GmbH u. Co. KG                                                         | Inliner-System |
| 2000 | Presstec Pressentechnologie GmbH                                                 | Elastogear®-Großzahnräder                                                                                                 |
| 1999 | ERSA Löttechnik GmbH                                                             | Optisches Inspektionssystem für die Elektronikfertigung                                                                   |
| 1999 | C. & E. FEIN GmbH & Co.                                                          | Sicherheits-Winkelschleifer                                                                                               |
| 1999 | Josef Heiss Medizintechnik GmbH                                                  | Haarschneidesystem mit Thermopunkt-Technologie                                                                            |
| 1999 | STRATEC Biomedical Systems AG                                                    | Blutgruppenserologie-Vollautomat                                                                                          |
| 1998 | KETTERER Maschinenbau GmbH                                                       | Flexibles Fertigungszentrum zur Komplettbearbeitung                                                                       |
| 1998 | KARL WÖRWAG Lack- und Farbenfabrik GmbH & Co. KG                                 | Pulverlackierverfahren in der Automobilserienlackierung                                                                   |
| 1998 | BOKELA Ingenieurgesellschaft für Mechanische Verfahrenstechnik mbH               | Hochleistungs-Vakuum-Scheibenfilter                                                                                       |
| 1998 | ROMESS-Rogg Apparate + Electronic GmbH + Co.                                     | Fahrzeugvermessung |
| 1998 | Zoller + Fröhlich GmbH Elektrotechnik                                            | Visuelles Laserradar |
| 1998 | ZIKUN Fahrzeugbau GmbH                                                           | Turbo-Löscher |
| 1997 | Ludwig Hettich GmbH & Co. Schraubenfabrik                                        | Schraubanker |
| 1997 | ACR Automation in Cleanroom GmbH                                                 | System zum Einschleusen sensitiver Substrate in lokale Reinräume                                                          |
| 1997 | UHRIG Kanaltechnik GmbH                                                          | Edelstahl-Gummimanschette zur Rohrleitungsschadensanierung                                                                |
| 1997 | REMANE GmbH Reinigungszentrifugen                                                | Reinigungszentrifuge für Kühlschmierstoffe                                                                                |
| 1997 | Harro Höfliger Verpackungsmaschinen GmbH                                         | Kapselwiegesystem |
| 1997 | Hawema Werkzeugschleifmaschinen GmbH                                             | 5-Achs-CNC-Werkzeugschleifmaschine                                                                                        |
| 1996 | atg test systems GmbH                                                            | Elektrisches Testsystem für Multi Chip Module                                                                             |
| 1996 | PMS GmbH Produktion u. Recycling von Büromaschinenzubehör                        | Befüllungssystem für Tintenstrahldruckpatronen                                                                            |
| 1996 | ICP vortex Computersysteme GmbH                                                  | Steuereinheit für Festplattensysteme                                                                                      |
| 1996 | AZS Datentechnik GmbH                                                            | Neue Produktpalette für Zutrittskontrolle und Zeiterfassung                                                               |
| 1995 | Nanosensors Dr. Olaf Wolter GmbH                                                 | Sensoren für die Rastersondenmikroskopie                                                                                  |
| 1995 | Professor Alfred Krauth Apparatebau GmbH & Co. KG                                | Chipkarte im Öffentlichen Personennahverkehr                                                                              |
| 1995 | KUNDO SystemTechnik GmbH                                                         | Verbrauchsdatenerfassung per Funk                                                                                         |
| 1995 | JEL Präzisionswerkzeuge Joh. + Ernst Link GmbH + Co. KG                          | Bohrgewindefräser |
| 1995 | Baljer & Zembrod GmbH & Co.                                                      | Holzbearbeitungszentrum                                                                                                   |
| 1995 | IKA-Maschinenbau Janke & Kunkel GmbH & Co. KG                                    | Mehrkammer-Knet- und Extrusionsmaschine                                                                                   |
| 1994 | precitec GmbH                                                                    | Kapazitive Abstandsregelung für Laserschneidanlagen                                                                       |
| 1994 | Franz Kessler KG                                                                 | Motorspindel für Werkzeugmaschinen                                                                                        |
| 1994 | ict Gesellschaft für innovative Communications-Technik mbH                       | Interaktives Präsentationssystem für Multimediaeinsätze                                                                   |
| 1994 | Manz Automatisierungssysteme GmbH                                                | Flexibles Leiterplatten-Bestückungssystem                                                                                 |
| 1994 | ASYS Automatisierungssysteme GmbH                                                | Modulare Handhabungssysteme für Leiterplatten                                                                             |
| 1994 | TECHNOMESS GmbH                                                                  | Längenmeßsystem zur Prüfmittelüberwachung                                                                                 |
| 1993 | Hüttlin Coating-Technik GmbH                                                     | System für Coating, Trocknung und Granulierung                                                                            |
| 1993 | A.S.T. elektronik GmbH                                                           | Schnellheizsystem für die Halbleiterprozesstechnik                                                                        |
| 1993 | ARADEX GmbH                                                                      | Steuerungssystem für Werkzeugmaschinen                                                                                    |
| 1993 | IMKO GmbH                                                                        | Boden- und Materialfeuchte-Meßsystem                                                                                      |
| 1993 | Paul Ernst Maschinenfabrik GmbH                                                  | Kreuz-Schliffautomat in der Möbelindustrie                                                                                |
| 1992 | hyperstone electronics GmbH                                                      | 32-Bit RISC Mikroprozessor                                                                                                |
| 1992 | AATEC Assembling Automations Technik GmbH                                        | Bearbeitungssystem für Mikrochips                                                                                         |
| 1992 | LOBO electronics GmbH                                                            | Computergesteuerte Lasersysteme                                                                                           |
| 1992 | Wolfgang Hönig Maschinenbau                                                      | Fixationssystem zur Knochenbehandlung                                                                                     |
| 1992 | Opticon Gesellschaft für Optik und Elektronik mbH                                | Universal-Stereo-Endoskop                                                                                                 |
| 1991 | Technisches F&E-Zentrum für Oberflächenveredelung                                | Plasma-Chemisches Oberflächenveredelungsverfahren                                                                         |
| 1991 | Dr. Wolfgang Rapp                                                                | Polymere Trägersysteme |
| 1991 | UEBE Medical GmbH                                                                | Minicomputer cyclotest für die natürliche Familienplanung                                                                 |
| 1991 | Hoffmann Maschinenbau GmbH                                                       | Keilnutenfräsmaschinen |
| 1991 | Georg Hartmann GmbH + Co. KG                                                     | Hydraulische Antriebsvorrichtung                                                                                          |
| 1991 | GOEMA Dr. Götzelmann GmbH                                                        | Anlage und Verfahren zur Nassoxidation                                                                                    |
| 1990 | hartec Gesellschaft für Hartstoffe und Dünnschichttechnik mbH & Co. KG           | Vollautomatische Vakuumbeschichtungsanlage                                                                                |
| 1990 | Otto Kamp GmbH                                                                   | Verfahren zur Reinigung von Wasserleitungssystemen                                                                        |
| 1990 | Rudolf Bauer - Bauer Hairstyling Team                                            | Haarfarben auf pflanzlicher Basis                                                                                         |
| 1990 | MRU Messgeräte für Rauchgase und Umweltschutz GmbH                               | Messgeräte zur Rauchgasanalyse                                                                                            |
| 1990 | Schilling-Ostermeyer Maschinenbau GmbH                                           | Betonabbruchzange |
| 1989 | Alfred Gräntzel Physikalische Werkstätte                                         | Dünnfilm-UV-Reaktor |
| 1989 | IBH Bernhardt Hilpert Ingenieurgesellschaft für Prozessautomation mbH            | CNC-Steuerung mit Personal-Computer-Technologie                                                                           |
| 1989 | WS-Wärmeprozeßtechnik GmbH                                                       | NOx-armer Rekuperatorbrenner                                                                                              |
| 1989 | Polytec GmbH                                                                     | Laseroptischer Vibrations-Sensor                                                                                          |
| 1989 | INIT GmbH                                                                        | Computerintegriertes Transportsystem                                                                                      |
| 1989 | IWS Meß- und Prüftechnik Süssen                                                  | Automatisch arbeitendes Geräuschprüfsystem                                                                                |
| 1988 | Franz Rieger Metallveredelungswerk                                               | Verfahren zur Direktvernicklung von Aluminium                                                                             |
| 1988 | Michel Zahntechnik                                                               | Beschichtungsmaterial für die Zahnprothetik                                                                               |
| 1988 | Pressotechnik GmbH                                                               | Neuartiges Blechverbindungssystem                                                                                         |
| 1988 | Karl-Heinz Geiger Laborbedarf                                                    | Elektrophoresegerät mit rotierendem Feld                                                                                  |
| 1988 | F. L. Fischer Fischer MET GmbH                                                   | Hochfrequenz-Koagulator für die Gehirn-Chirurgie                                                                          |
| 1987 | Gebr. Jäckle GmbH                                                                | Durchforstungssystem zur Waldpflege                                                                                       |
| 1987 | Walter Klink GmbH                                                                | Graphit-Bearbeitungszentrum                                                                                               |
| 1987 | Ekato Rühr- und Mischtechnik GmbH                                                | Interferenzstrom-Propellerrührer                                                                                          |
| 1987 | Gebr. Martin OHG                                                                 | Operationsleuchte |
| 1987 | Boschert GmbH & Co. KG                                                           | Winkelverstellbare Ausklinkmaschine                                                                                       |
| 1986 | Otto Borries KG                                                                  | Elektronisch gesteuerter Typenradpräger                                                                                   |
| 1986 | Endress + Hausser GmbH + Co.                                                     | Berührungslose Online-Messung des Massendurchsatzes bei der pneumatischen Förderung von Feststoffen                       |
| 1986 | Fritz Schunk GmbH                                                                | Modulare Greifer und Greiferwechselsysteme                                                                                |
| 1986 | Peter Huber Kältemaschinen GmbH                                                  | Kompakter Labor-Arbeitsplatz für die Destillation                                                                         |
| 1986 | Palas GmbH                                                                       | Feststoffdosierer |
| 1986 | Max Dörr Förderanlagen                                                           | Kurvengurtförderer |
| 1985 | Edmund Bühler GmbH & Co.                                                         | Herstellung und Untersuchung von amorphen Metallen und Legierungen                                                        |
| 1985 | Grau Feinwerktechnik GmbH & Co. KG                                               | Myo-elektrisch gesteuerte Handprothese                                                                                    |
| 1985 | Arnold Müller GmbH & Co. KG                                                      | Frequenzumformer mit Mikrorechnerführungssystemen zum Einsatz von Käfig-läufer-Asynchronmotoren                           |
| 1985 | Verschleiß-Schutz-Technik Dr.-Ing. Klaus Keller                                  | Herstellung von Oberflächen höchster Verschleißbeständigkeit durch thermochemische Abscheidung von Hartstoffpolylaminaten |
| 1985 | Rudolf Bauer, Hairstyling-Team                                                   | Haarfön-Aircurler zur schonenden Haarbehandlung und Zusammenfassung mehrerer Arbeitsgänge                                 |

## Belege
1. ↑   Ausschreibung 2008 in der DeutschenHandwerksZeitung, 29. März 2008 (Seite nicht mehr abrufbar, festgestellt im April 2018. Suche in Webarchiven)  Info: Der Link wurde automatisch als defekt markiert. Bitte prüfe den Link gemäß Anleitung und entferne dann diesen Hinweis.
2. ↑   Ausschreibung 2008 auf ulm news, 27. Februar 2008
3. ↑  industrieanzeiger 52/2006 Seite: 12 Das Erfinder-Land in Europa anl. der Preisverleihung 2006 (Seite nicht mehr abrufbar, festgestellt im April 2019. Suche in Webarchiven)  Info: Der Link wurde automatisch als defekt markiert. Bitte prüfe den Link gemäß Anleitung und entferne dann diesen Hinweis.